# Aeropuerto Don Edmundo Barrios
El Aeropuerto Don Edmundo Barrios está ubicado en San Tomé, estado Estado Anzoátegui, Venezuela. Este aeropuerto sirve a la ciudad de El Tigre, y San José de Guanipa la cual está a 15 km de San Tomé. Fue reinaugurado en el año 2005 con mejoras en su infraestructura así como el balizaje para vuelos nocturnos, posee una pista de 1920 m.

## Aeronaves
- Conviasa: Cessna 208

- Datos: Q5793464